# 水柳星伯粉蝨
水柳星伯粉蝨（学名：Asterobemisia yanagicola）为粉蝨科星伯粉蝨屬下的一个种。